# Justin Lemberg
Justin William Lemberg, född 23 augusti 1966 i Brisbane i Queensland, är en australisk före detta simmare.
Lemberg blev olympisk bronsmedaljör på 400 meter frisim vid sommarspelen 1984 i Los Angeles.